# サントメ・プリンシペの都市の一覧

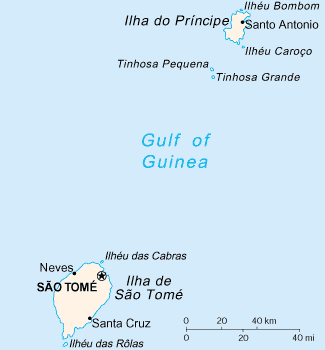
サントメ・プリンシペの地図

サントメ・プリンシペの都市の一覧。
首都はサントメ。

## 人口1万人以上の都市(2012年)
| 順位 | 都市         | ポルトガル語 | 人口   | 州         | 県                 |
| ---- | ------------ | ------------ | ------ | ---------- | ------------------ |
| 1.   | サントメ     | São Tomé     | 67,000 | サントメ州 | アグア・グランデ県 |
| 2.   | トリンダーデ | Trindade     | 16,140 | サントメ州 | メ＝ゾシ県         |
| 3.   | サンタナ     | Santana      | 10,290 | サントメ州 | カンタガロ県       |
| 4.   | ネヴィス     | Neves        | 10,068 | サントメ州 | レンバ県           |

## その他の都市
- サンタ・カタリーナ
- サント・アントニオ
- ポルトアレグレ
- サント・アマロ
- パントゥフォ（英語版）
- グアダルーペ
- サン・ジョアン・ドス・アンゴラレス
- サンタ・クルス（英語版）